# كازويوكي أوكيتسو
كازويوكي أوكيتسو (興津和幸 أوكيتسو كازويوكي) هو مؤدي أصوات ياباني ولد في 8 مارس 1980 في أواجي، هيوغو.

## أدواره في الأنمي

### مسلسلات أنمي تلفزيونية
- الفرسان والسحر - ديتريخ كونيتز
- مغامرة جوجو الغريبة - جوناثان جوستار
- ليفل E - هيغاشيو
- الخادم الأسود - والد سييل فانتومهايف
- تورادورا! - هيساميتسو نوتو
- غوين ساغا - نيس
- شيكي - سيشين موروي
- سيكيري Pure Engagement - يويتشي هيروما
- باكومان - إيتشيريكي أوريهارا، كيم سونغيو
- سيكريد سفن - كانيدا
- بن تو - رين نيكايدو
- لاست إكسايل: فام ذات الأجنحة الفضية - لوسكينيا هافز
- رايلغان معينة خاصة بالعلم - تاميزو
- ماغي: The Labyrinth of Magic - بيولن
- ماغي: The Kingdom of Magic - كان ميهو
- ميد ساما! - كو
- NEEDLESS - إينوي، تادا
- كنز نانانا ريوغاجو - إيشّين يويغا
- بلاك بوليت - كازوميتسو تيندو
- آربيجيو الفولاذ الأزرق: آرس نوفا - غونزو تشيهايا
- تشايكا أميرة التابوت AVENGING BATTLE - كيريل
- بريزون سكول - أندريه
- ألدنوا زيرو - ياكويم
- كذبتك في أبريل - سايتو
- شارلوت - كازوكي توموري
- بيرسيرك (2016) - سيربيكو
- أورينج - ساكو هاغيتا
- بوبوكي بورانكي - أكيهيتو تسوابوكي
- بوبوكي بورانكي: عمالقة الكوكب - أكيهيتو تسوابوكي
- جاندام بيلد فايترز تراي - ميناتو ساكاي
- أكا: قسم التفتيش الخاص بالقطاع 13 - والد نينو
- توكين رانبو: هانامارو - هاتشيسوكا كوتيتسو
- توكين رانبو: هانامارو: الموسم الثاني - هاتشيسوكا كوتيتسو
- سورد آرت أونلاين ألترنيتيف: غان غيل أونلاين - إم
- ملحمة مسيرة الموت إلى العالم الآخر - بيركينتز
- ميزان نيل أدميراري - موتوفومي ماشيكو
- أعمال الريوؤو! - ميتسورو أويشي
- غيت: قوات الدفاع الذاتي تقاتل في أرض غريبة - كوجي سوغاوارا
- فروتس باسكت (2019) - هاتوري سوما
- حلقت فجلبت فتاة مدرسة ثانوية إلى المنزل. - يوشيدا

### أوفا أنمي
- البدلة المتنقلة جاندام يونيكورن - غالوم غورغا

### أفلام أنمي
- آربيجيو الفولاذ الأزرق: آرس نوفا DC - غونزو تشيهايا
- أورينج: المستقبل - ساكو هاغيتا

## أدواره في ألعاب الفيديو
- جوجوز بيزار أدفنتشر: أول ستار باتل - جوناثان جوستار
- جوجوز بيزار أدفنتشر: آيز أوف هيفن - جوناثان جوستار
- جاي-ستارز فيكتوري فيرسيس - جوناثان جوستار
- فيت/إكستيلا: ذي أمبرال ستار - أرخميدس

## أدواره في الدبلجة اليابانية
- نجمة ضد قوى الشر - ماركو دياز

## وصلات خارجية
- كازويوكي أوكيتسو على موقع IMDb (الإنجليزية)
- كازويوكي أوكيتسو على موقع ميوزك برينز (الإنجليزية)
- كازويوكي أوكيتسو على موقع قاعدة بيانات الفيلم (الإنجليزية)
- كازويوكي أوكيتسو على موقع كينوبويسك (الروسية)
- كازويوكي أوكيتسو على موقع ANN person (الإنجليزية)